# Monterey (Schiff, 1943)
Die USS Monterey (CVL-26) (ursprünglich CV-26) war ein US-amerikanischer Leichter Flugzeugträger und das fünfte Schiff der Independence-Klasse, die durch Umbauten von vorhandenen Kreuzerrümpfen der Cleveland-Klasse entstand. Als drittes Schiff mit diesem Namen in der United States Navy versah es seinen Dienst auf dem pazifischen Kriegsschauplatz des Zweiten Weltkrieges und wurde nach dem Kriegsende der Reserveflotte überstellt. Nach dem Ausbruch des Koreakrieges wurde die Monterey reaktiviert und versah als Schulflugzeugträger im Golf von Mexiko ihren Dienst. Nach dem desaströsen Hurrikan Gilda leistete das Schiff im Oktober 1959 Katastrophenhilfe an der karibischen Küste von Honduras.
Zwischen 1943 und 1944 diente der spätere US-Präsident Gerald Ford, der im Taifun Cobra beinahe über Bord gegangen wäre, auf der Monterey.

## Technik
Mehr zur Technik findet sich im Artikel zur Klasse unter Independence-Klasse.
Die Monterey war etwa 190 Meter lang sowie über 33 Meter breit und hatte mit einer Einsatzverdrängung von 13.000 ts einen Tiefgang von knapp acht Metern. Ihr Schiffsrumpf basierte auf dem der Cleveland-Klasse-Kreuzer und musste aufgrund der massiveren Aufbauten verbreitert werden, wodurch man hoffte, die Topplastigkeit erheblich zu vermindern. Trotz aller konstruktiven Maßnahmen konnte diese nie völlig kompensiert werden.
Obwohl sie als Independence-Klasse-Träger nur ein wenig größer als die Geleitflugzeugträger war, unterschied sie sich hauptsächlich durch ihren starken Antrieb von diesen, wodurch ihr Einsatzspektrum dem der großen Flottenflugzeugträger glich. Die von den Kreuzern übernommene 100.000 PS starke Maschinenanlage trieb vier Propeller an und brachte das Schiff auf eine Höchstgeschwindigkeit von 31,6 Knoten.
Das zur damaligen Zeit übliche rechteckförmige Flugdeck war etwa 174 Meter lang und 22,3 Meter breit und hatte zwei Decksaufzüge sowie ein Katapult. Die Insel musste aus Stabilitätsgründen klein gehalten werden, wodurch auf einen einzelnen, integrierten Schornstein verzichtet und stattdessen vier kleinere separat angebracht wurden. So beherbergte dieser markante Aufbau lediglich die Kommandobrücke, während sich die Operationszentrale unterhalb des Flugdecks befand. Das Bordgeschwader bestand während ihrer aktiven Dienstzeit hauptsächlich aus zwei Dutzend F6F Hellcat-Jagdflugzeugen und aus neun Torpedobombern vom Typ Grumman Avenger.
Im Laufe des Krieges wurden die Langwellen-Radare SK und SC-2 sowie das SG-Mikrowellen-Radar auf dem Schiff installiert. Montiert auf der Insel und auf einem zusätzlichen Mast zwischen zwei der Schornsteine, ermöglichten diese Geräte Frühwarnungen auf bis zu 180 km Entfernung. Die Defensivbewaffnung der Monterey bestand aus 40-mm-L/60- und 20-mm-L/70-Flugabwehrgeschützen, deren Anzahl während des Krieges ständig variierte. Im Jahr 1944 wurden die an Rumpf und Heck installierte 40-mm-Vierlingsflak mit der Feuerleitanlage Mk 51 nachgerüstet, die anfliegende Flugzeuge bis auf über 3,5 km Entfernung anvisieren und somit effektiver bekämpfen konnte.

## Dienstzeit

### Bau und Indienststellung

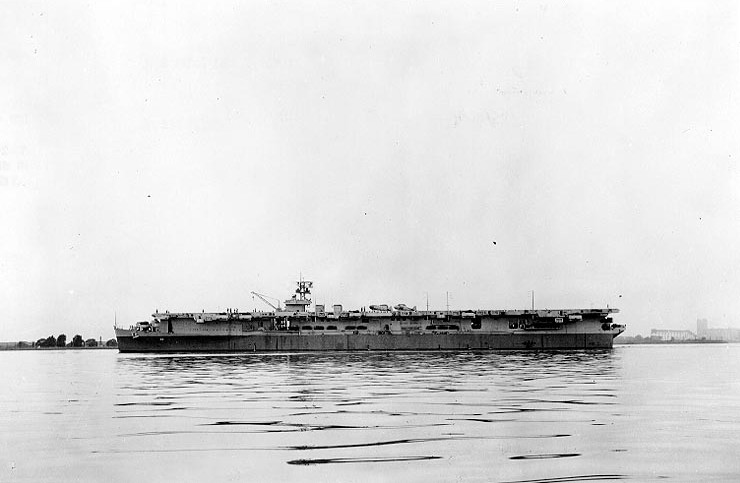
USS Monterey am Delaware River nach ihrer Indienststellung

Ursprünglich wurde das Schiff als Leichter Kreuzer USS Dayton (CL-78) in Auftrag gegeben und am 29. Dezember 1941 bei der New York Shipbuilding Corporation in Camden, US-Bundesstaat New Jersey, auf Kiel gelegt. Nach dem japanischen Überfall auf Pearl Harbor und den dadurch folgenden Eintritt der Vereinigten Staaten in den Zweiten Weltkrieg bestand ein Mangel an Flugzeugträgern in der US-Marine. Dadurch wurde im Januar 1942 ein schon vor dem Krieg ausgearbeiteter Plan in die Tat umgesetzt, nach dem vorhandene Kreuzerrümpfe zu Flugzeugträgern umgebaut werden sollten. Am 21. März 1942 wurde der Rumpf der Dayton für den Umbau zum Flugzeugträger ausgewählt.
Nach Monaten des intensiven Umbaus konnte das Schiff am 28. Februar 1943 durch Mrs. P.N.L. Bellinger, die Ehefrau von Rear Admiral Patrick N. L. Bellinger, dem Stabschef des Oberbefehlshabers der US Marine, Admiral Ernest J. King, als USS Monterey (Registrierungsnummer CV-26) getauft und vom Stapel gelassen werden.
Der Name erinnert an die zwischen 21. und 24. September 1846 erfolgte Schlacht von Monterrey im Mexikanisch-Amerikanischen Krieg, die von den amerikanischen Streitkräften unter Zachary Taylor gewonnen worden war.
Mit dem Abschluss der letzten Baumaßnahmen wurde das Schiff zum Philadelphia Naval Shipyard überstellt und dort nach weiteren Umrüstungen am 17. Juni 1943 als fünfter Träger der Independence-Klasse in den aktiven Dienst gestellt.

### Gilbert- und Marshallinseln

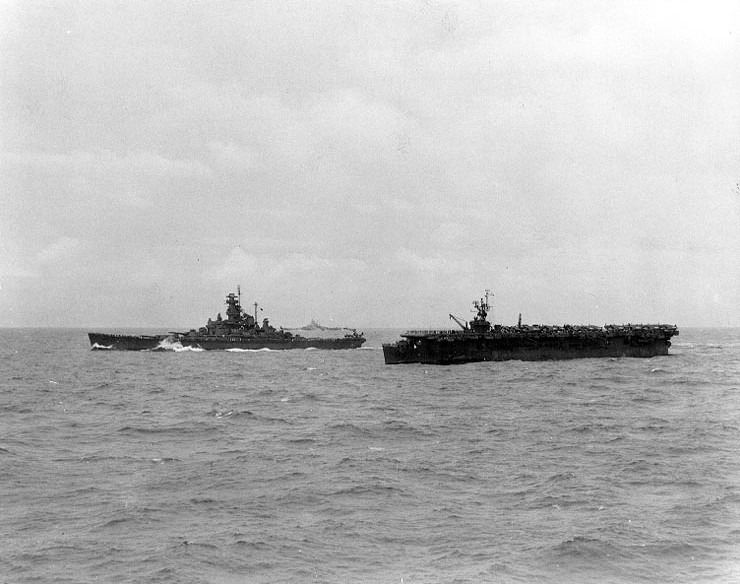
Monterey (rechts) während der Gilbert-Operationen am 12. November 1943. Alabama (BB-60) (links) und Indiana (BB-58) im Hintergrund.

Am 15. Juli 1943 erfolgte die Umregistrierung zum leichten Flugzeugträger (Kennung CVL), was auch ihre bereits diensttuenden Schwesterschiffe Independence (CVL-22), Princeton (CVL-23), Belleau Wood (CVL-24) und Cowpens (CVL-25) betraf. Nach zahlreichen Trainingsfahrten vor der Ostküste und in der Karibik verlegte die Monterey via Panamakanal in den Pazifischen Ozean.
Bei ihrem ersten Kampfeinsatz nahm die Monterey an den Gilbertinsel-Operationen teil, wo sie innerhalb des Großverbands Task Force 50 agierte. In Rear Admiral Arthur W. Radfords Task Group 50.2, der auch die Träger Enterprise (CV-6) und Belleau Wood (CVL-24), die Schlachtschiffe Indiana (BB-58) und North Carolina (BB-55) sowie die Zerstörer Radford (DD-446), Jenkins (DD-447) und Brown (DD-546) zugeteilt waren, verließ der Verband am 10. November 1943 den US-Marinestützpunkt auf Pearl Harbor. Die kommenden Tage folgten Luftangriffe auf strategische japanische Stellungen im Einsatzgebiet und direkte Feuerunterstützung bei der am 19. November beginnenden Invasion auf dem Makin-Atoll.
Die Monterey verblieb unter anderem mit der Bunker Hill (CV-17) in Rear Admiral Frederick „Ted“ Shermans TG 50.4 im Einsatzgebiet, bevor sie gemeinsam mit der Bunker Hill sowie sechs Schlachtschiffen und sieben weiteren Zerstörern, RAdm. Willis A. Lees TG 50.8 zugeteilt wurde. Dieser Verband bombardierte am 8. Dezember Nauru, um von den bevorstehenden Marshall-Operationen abzulenken, und traf vier Tage später in der Marinebasis auf Espiritu Santo ein. Dort wurde die Monterey gemeinsam mit Bunker Hill (CV-17), Washington (BB-56), Charrette (DD-581), Conner (DD-582), Bell (DD-587), Bradford (DD-545), Brown (DD-546) und Cowell (DD-547) „Ted“ Shermans TG 37.2 zugeteilt. Am 21. Dezember verließ die Flotte Espiritu Santo und griff vier Tage später sowie erneut am 1. und 4. Januar den japanischen Luft- und Marinestützpunkte auf Kavieng an.
Danach wurde die Monterey Admiral Marc A. Mitschers TF 58 für die bevorstehende Invasion der Marshallinseln zugeteilt. Konkret wurde das Schiff Rear Admiral „Ted“ Shermans TG 58.3 zugeordnet, der unter anderem wieder die Bunker Hill (CV-17), die Cowpens (CVL-25), die neueren Schlachtschiffe Iowa (BB-61) und New Jersey (BB-62) sowie die Wichita (CA-45) angehörten. Am 16. Januar 1944 verließ die Flotte Pearl Harbor und führte Ende Januar und Anfang Februar Luftangriffe gegen Kwajalein, Eniwetok und Engebi durch. Am 3. Februar lief TG 58.3 in das zuvor eroberte Majuro-Atoll ein und wurde eine Woche später, wie TG 58.1 (Rear Admiral John W. Reeves) und TG 58.2 (Rear Admiral Albert E. Montgomery), zum Einsatz bei der bevorstehenden Operation Hailstone auserwählt. Bei dieser Reihe massiver Luftangriffe am 16. und 17. Februar auf den japanischen Marine- und Luftwaffenstützpunkt auf dem Karolinen-Atoll Truk wurden rund 50 Schiffe und über 200 Kampfflugzeuge zerstört. Dieses Ereignis ging als „japanisches Pearl Harbor“ in die Geschichte ein. Nach einem Zwischenstopp im Majuro-Atoll traf die Monterey am 25. Februar in Pearl Harbor ein.

### Marianen

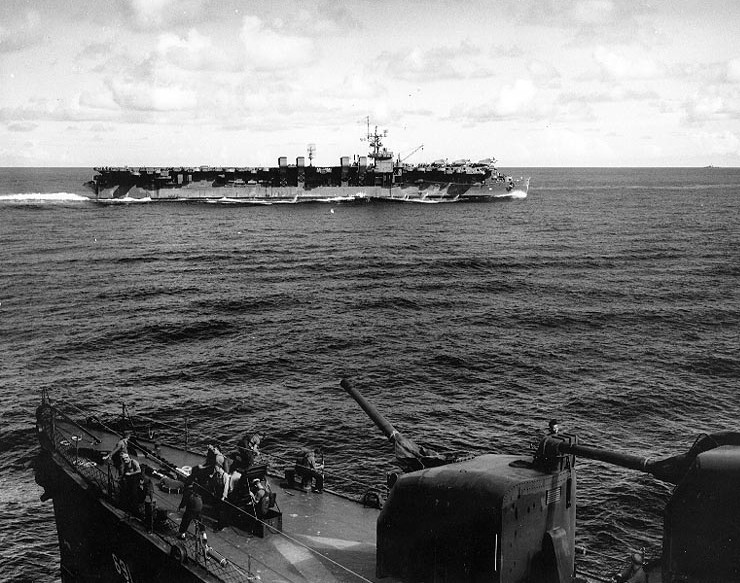
Monterey beim Manöver zur Aufnahme ihrer Trägerflugzeuge in der Bismarck-See, März 1944. Das Foto wurde vom Begleitflugzeugträger USS Santee (CVE-29) aufgenommen. Des Weiteren ist der Bug des Zerstörers USS Erben (DD-631) zu sehen.

Dort wurde sie der TG 58.2 von Rear Admiral Albert Montgomery unterstellt, der unter anderem auch die Bunker Hill (CV-17), Hornet (CV-12), Cabot (CVL-28) und San Francisco (CA-38) unterstanden. Der Verband verließ Mitte März Hawaii und griff zwischen dem 28. März und 1. April strategische japanische Stellungen auf den Palau-Inseln an. Wenige Tage später verließ TG 58.2, mit der Zusammensetzung Monterey, Bunker Hill (CV-17), Yorktown (CV-10), Cabot (CVL-28), San Francisco (CA-38), Wichita (CA-45) und etwa zehn Zerstörern als Begleitschutz die Marshallinseln mit Kurs Neuguinea. Dort unterstützte der Verband gegen Monatsende General Robert Eichelbergers Armeeeinheiten bei den Landungen auf den Inseln Sawar und Wakde sowie bei Hollandia im Norden Neuguineas. Auf dem Rückweg nach Majuro folgte ein zweiter Luftangriff auf Truk, wobei die Trägerflugzeuge der Monterey am 30. April gemeinsam mit den Zerstörern Macdonough (DD-351) und Stephen Potter (DD-538) auf der Position 6° 13′ N, 151° 19′ O das japanische Unterseeboot RO-45 versenken konnten.

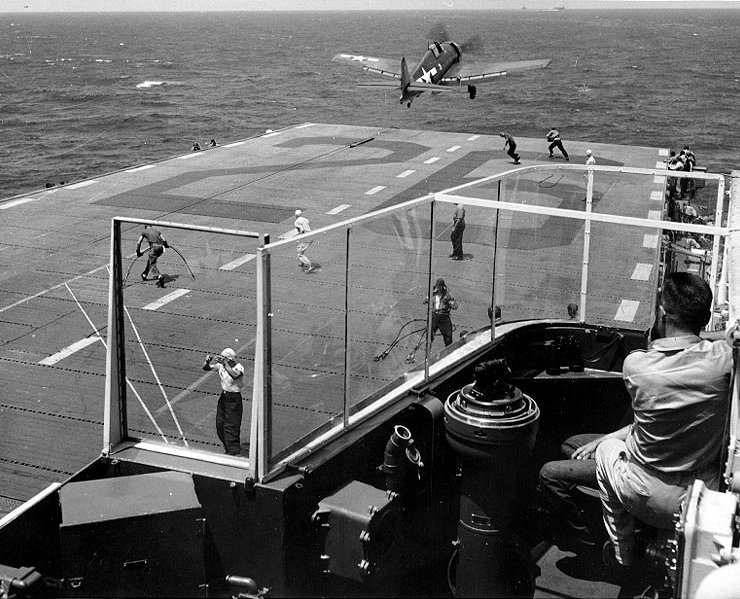
Start eines Hellcat-Jagdflugzeuges während der Marianen-Operationen im Juni 1944

Für die bevorstehende Invasion der Marianen-Inseln wurde die Monterey wiederum Rear Admiral Alfred Montgomerys TG 58.2 zugeteilt, der auch die Flugzeugträger Bunker Hill (CV-17), Wasp (CV-18), Franklin (CV-13) und das Schwesterschiff Cabot (CVL-28), die Kreuzer Santa Fe (CL-60), Mobile (CL-63), Biloxi (CL-80) und San Juan (CL-54) und zahlreiche Zerstörer angehörten. Am 6. Juni 1944 lichtete die Flotte im Majuro-Atoll ihre Anker und nahm Kurs auf die Marianen-Inseln. Wenige Tage später attackierte der Verband die von japanischen Truppen besetzte Insel Guam und gab direkte Feuerunterstützung bei den Landungen auf Saipan. Nach der Sichtung einer japanischen Flotte unter Admiral Ozawa, die von Nordwesten auf die Marianen zusteuerte, beorderte der US-Befehlshaber Admiral Raymond Spruance seine Flotte von ihren eigentlichen Aufträgen zurück und trat den Japanern in der Seeschlacht in der Philippinensee (19. und 20. Juni) entgegen, welche die Alliierten für sich entscheiden konnten.
Die Monterey verblieb mit ihrem Verband in der Gegend und wurde am 23. Juni nach Eniwetok beordert, wo Rear Admiral Ralph E. Davison das Kommando über die neu zusammengesetzte Task Group übernahm. Wenige Tage später fuhr der Verband zu dem südlich der japanischen Hauptinseln gelegenen Bonin-Archipel, wo Anfang Juli Luftangriffe auf strategische Befestigungen auf Chichi Jima, Hahajima und Iwojima durchgeführt wurden.

### Philippinen und Taifun Cobra

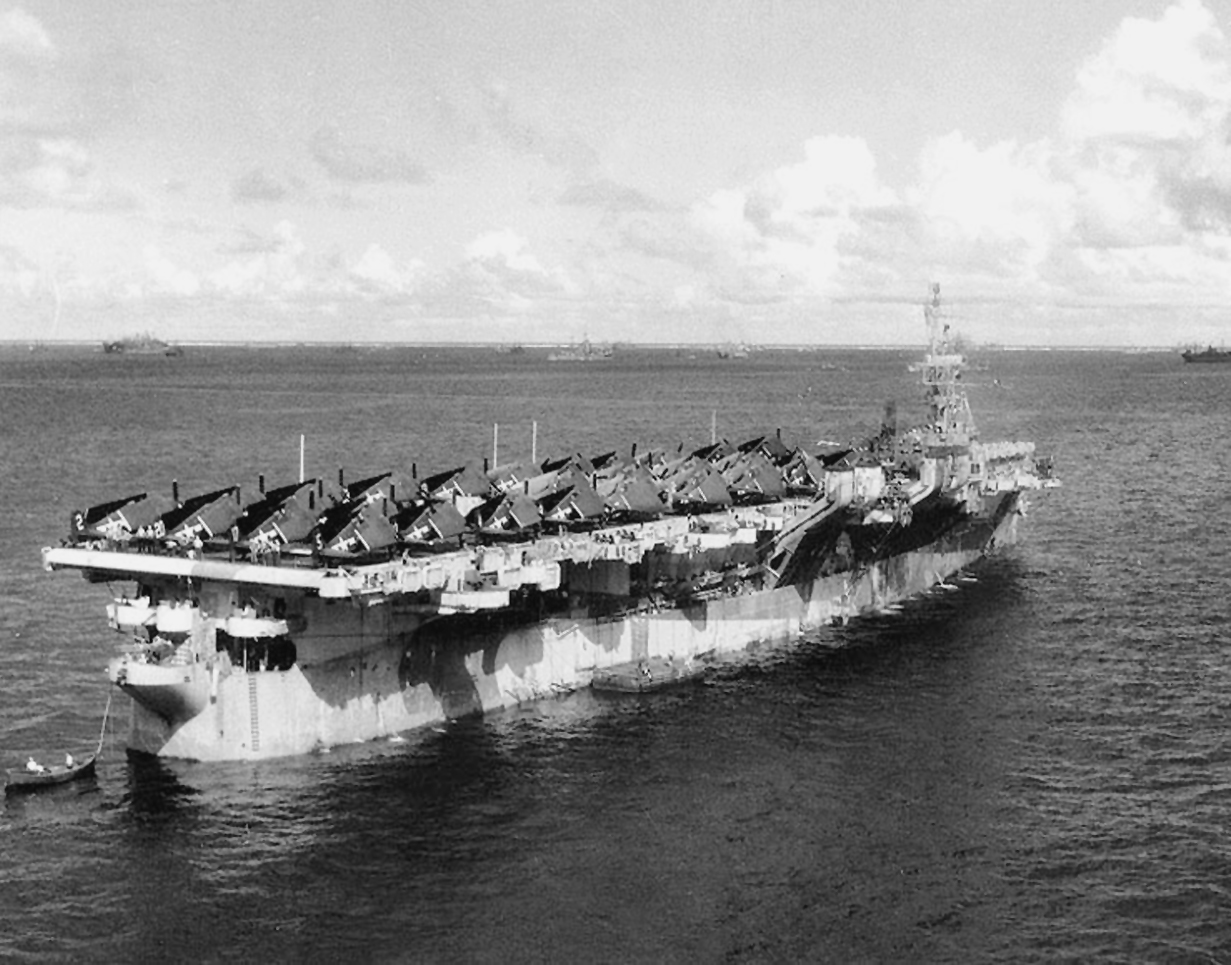
Monterey vor Anker im Ulithi-Atoll am 24. November 1944

Danach fuhr die Monterey nach Pearl Harbor, wo sie im Trockendock einer benötigten Überholung unterzogen wurde, bevor sie am 29. August wieder in See stechen konnte. Rear Admiral A. E. Smiths TG 12.5 mit den Kreuzern Pensacola (CA-24), Salt Lake City (CA-25), Chester (CA-27) und den Zerstörer Cummings (DD-365), Reid (DD-369) und Dunlap (DD-384), bombardierte der Verband am 3. September 1944 die von japanischen Truppen besetzte Insel Wake im Zentralpazifik.
Wenige Tage später stieß die Monterey in Eniwetok wieder auf die Fast Carrier Task Force, wo sie der TG 38.1 (Vice Admiral John McCain senior) zugeteilt wurde (unter anderem mit den Trägern Wasp (CV-18), Hornet (CV-12), Hancock (CV-19)).
Es folgten Attacken auf dem Palau-Archipel, um die dort für Mitte September startenden Landungen auf Peleliu und Angaur vorzubereiten. Nach Angriffe auf strategische Stellungen auf den Philippinen-Inseln Mindanao, Visayas, Cebu und Negros folgten Luftangriffe auf die zu den Molukken (im heutigen Indonesien) gehörende Insel Morotai, wo sie die am 15. September beginnende Invasion unterstützte. Danach attackierte der Verband ab dem 20. September Ziele auf Luzon und japanische Schiffe in der Bucht von Manila sowie die ehemaligen US-Army-Flugplätze Nichols Field und Clark Field. Nach der Ergänzung der Treibstoff- und Proviantvorräte auf der nördlich von Neuguinea gelegenen Insel Manus widmete sich die Flotte ab dem 10. Oktober den Ryūkyū-Inseln (u. a. Okinawa) und Formosa (heute Taiwan), wo sie auf Flugplätzen und in den Häfen schwere Schäden verursachte. Ab dem 18. Oktober wandte man sich wieder den Philippinen zu und intensivierte die Luftangriffe auf japanische Stellungen im Großraum Manila. Nach der Überwachung der zwei Tage später beginnenden Landung von General Walter Kruegers 6. US-Armee auf der Philippineninsel Leyte wurde TG 38.1 am 22. Oktober zum vorgeschobenen Marinestützpunkt auf dem Ulithi-Atoll beordert, um dort notwendige Nachschubgüter aufzunehmen.
Am 24. Oktober wurde eine von Norden kommende starke japanische Flotte gesichtet, wodurch sich Admiral William F. Halsey, der Kommandeur der Task Force 38, gezwungen sah, den Japanern mit allen verfügbaren Kräften (TG 38.2-4) entgegenzutreten. Die sich daraus entwickelnde Schlacht war jedoch ein Ablenkungsmanöver, da zwei weitere feindliche Flottenverbände von zwei Seiten auf die im Golf von Leyte ankernde Invasionsflotte zusteuerten. Der Verband der Monterey machte umgehend kehrt, eilte der bedrängten Flotte zu Hilfe und half am 25. und 26. Oktober bei der Abwehr von Admiral Kuritas Kreuzer- und Schlachtschiffflotte (→ See- und Luftschlacht im Golf von Leyte). Schließlich konnte TG 38.1 am 30. Oktober in Ulithi einlaufen.
Die nächsten Wochen wurden die Angriffe gegen strategische japanische Stellungen auf den Philippinen mit Schwerpunkt Luzon fortgesetzt und die Landungen auf Mindoro unterstützt.
Am 18. Dezember wurde die Flotte vom Taifun Cobra überrascht. Aufgrund ihrer baulichen Mängel rollte die Monterey schwer in der von Orkanböen aufgepeitschten See (mehr dazu siehe Kapitel „US-Präsident Gerald Ford und die USS Monterey“).
Im Endeffekt forderte der Taifun 793 US-amerikanische Todesopfer und den Verlust dreier Zerstörer und von etwa 150 Flugzeugen.
Die beschädigte Monterey verließ die Flotte und lief am 21. Dezember in Ulithi ein. Nach der Überfahrt zur US-Westküste wurde der Flugzeugträger die nächsten Wochen am Puget Sound Naval Shipyard in Bremerton, US-Bundesstaat Washington, wieder instand gesetzt.

### Okinawa und japanische Hauptinseln
Die Monterey stieß Anfang Mai 1945 wieder zur Fast Carrier Task Force und wurde Rear Admiral Frederick C. Shermans TG 58.3 zugeteilt, in der auch zeitweise die Träger Bunker Hill (CV-17), Enterprise (CV-6), Randolph (CV-15) und die Schwesterschiffe Langley (CVL-27) und Bataan (CVL-29) fuhren. Den gesamten Monat verbrachte der Verband um die seit Ende März hart umkämpfte Insel Okinawa und gab den dortigen Bodentruppen direkte Feuerunterstützung. Während dieser Zeit sah sich die US-Flotte starken japanischen Luftangriffen ausgesetzt, bei denen zahlreiche Kamikaze-Flugzeuge eingesetzt wurden. So trafen am 11. Mai innerhalb von nur einer Minute zwei Selbstopferflieger die Bunker Hill und setzten diese für mehrere Wochen außer Gefecht. Anfang Juni wurde der Verband, dem die Monterey angehörte, in Task Force 38 umbenannt und intensivierte die Luftangriffe auf die japanische Hauptinsel Kyūshū. Am 10. Juni wurde der Verband nach Leyte beordert, um dort notwendigen Proviant und Treibstoff aufzunehmen und sich für die bevorstehenden massiven Attacken gegen Japan vorzubereiten.
Anfang Juli stach die Monterey in Rear Admiral Gerald Bogans TG 38.3 gemeinsam mit den Schiffen Ticonderoga (CV-14), Essex (CV-9), Randolph (CV-15), Bataan (CVL-29), North Carolina (BB-55), South Dakota (BB-57), Oakland (CL-95), Wilkes-Barre (CL-103), Pasadena (CL-65), Springfield (CL-66), Astoria (CL-90) und einem knappen Dutzend Zerstörern in See und griff am 10. Juli Tokio an. Die kommenden Tage folgten Luftangriffe auf Industriezentren, Flugplätze und Hafenanlagen auf den Inseln Honshū und Hokkaidō sowie ab Ende Juli auf die Schifffahrt der japanischen Inlandsee und die großen Städte wie Nagoya, Kure und Osaka. Nach der am 15. August 1945 erfolgten Kapitulation wurden vermehrt Aufklärungs- und Überwachungsflüge über Japan durchgeführt, bei denen man u. a. nach Kriegsgefangenenlagern suchte.

### Nachkriegszeit und zweite Karriere
Die Monterey verließ am 7. September japanische Gewässer und traf via Panamakanal am 17. Oktober in New York City ein, wo sie zehn Tage später mit US-Präsident Harry Truman an den Feierlichkeiten anlässlich des Navy Day teilnahm.
Danach besuchte sie erstmals Europa und fuhr anlässlich des Heimtransports von US-Truppen im Rahmen der Operation Magic Carpet mehrmals zwischen dem italienischen Neapel und Norfolk, Virginia hin und her. Am 11. Februar 1947 wurde die Monterey am Philadelphia Naval Shipyard im US-Bundesstaat Pennsylvania außer Dienst gestellt und der US-Reserveflotte unterstellt.

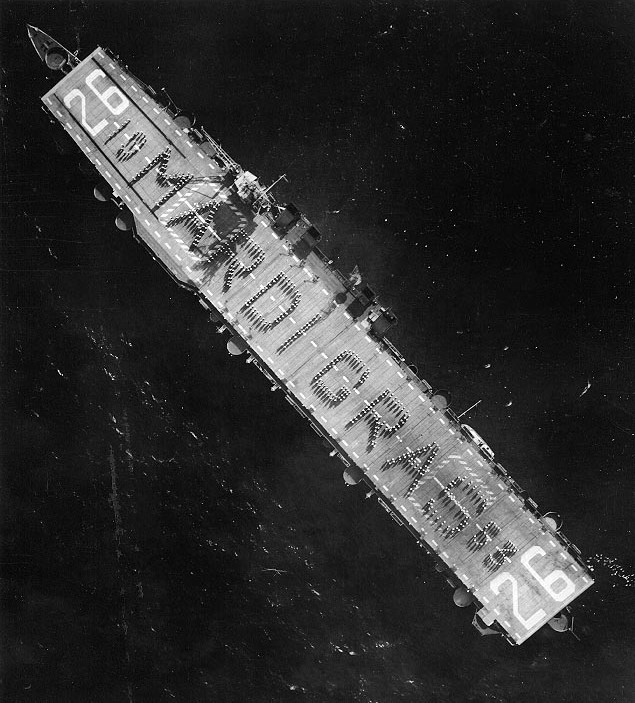
Die Besatzung der Monterey bildet den Schriftzug „Mardi Gras 1953“ auf dem Flugdeck, während einer Trainingsfahrt im Golf von Mexiko am 29. Januar 1953. Man beachte die entfernten Fla-Geschütze.

Mit dem Ausbruch des Koreakrieges Ende Juni 1950 wurde die Monterey am 15. September wieder in den aktiven Dienst gestellt, im Norfolk Naval Shipyard instand gesetzt und entsprechend modernisiert. Am 3. Januar 1951 verließ sie die Ostküste Richtung Golf von Mexiko, wo sie die nächsten Jahre von der Naval Air Station Pensacola in Florida aus als Schulflugzeugträger diente, auf dem hunderte angehende Marinepiloten ihre ersten Landungen und Starts auf einem Flugzeugträger absolvierten. An intensiven Trainingstagen wurden bis zu 477 Landungen auf dem Träger registriert.
Zwischen dem 1. und 11. Oktober 1954 leistete die Monterey Katastrophenhilfe an der von Hurrikan Gilda überfluteten Nordküste von Honduras. Mit Hubschraubern und medizinischem Personal an Bord traf das Schiff in der Hafenstadt Puerto Cortez ein. Durch den Einsatz wurden zahlreiche Menschenleben gerettet sowie der Ausbruch der Cholera in San Pedro Sula und Puerto Cortez bekämpft.
Am 9. Juni 1955 verließ die Monterey Pensacola und wurde in Philadelphia der Reserveflotte unterstellt, wo sie am darauf folgenden 16. Januar aus dem Dienst genommen wurde. Am 15. Mai 1959 wurde das Schiff zum Flugzeugtransportschiff mit der Registrierungsnummer AVT-2 umbenannt, fand jedoch nie in dieser neuen Aufgabe Verwendung. Die Monterey verblieb im Philadelphia Naval Shipyard, bis sie am 1. Juni 1971 aus dem Naval Vessel Register gestrichen und zur Verschrottung verkauft wurde.
Für ihren Einsatz im Zweiten Weltkrieg erhielt die USS Monterey elf Battle Stars und wurde mit der American Campaign Medal, Asiatic-Pacific Campaign Medal, World War II Victory Medal, Philippine Presidential Unit Citation, Philippine Liberation Medal, Navy Occupation Service Medal und der National Defense Service Medal (Korea) ausgezeichnet.

## US-Präsident Gerald Ford und die USS Monterey

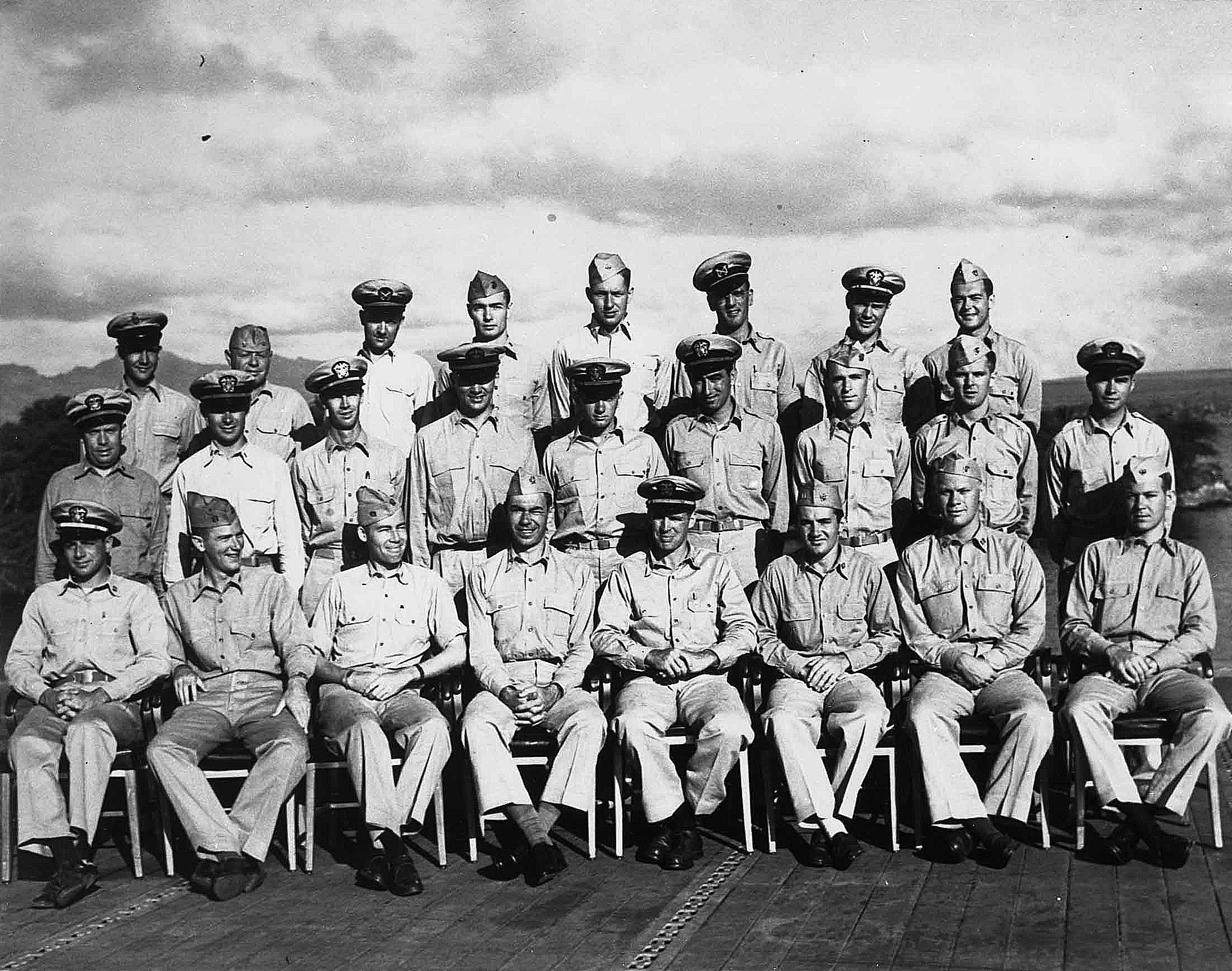
Lieutenant Gerald R. Ford (sitzend, 2.v.r.) mit anderen Offizieren der USS Monterey am 24. Oktober 1943

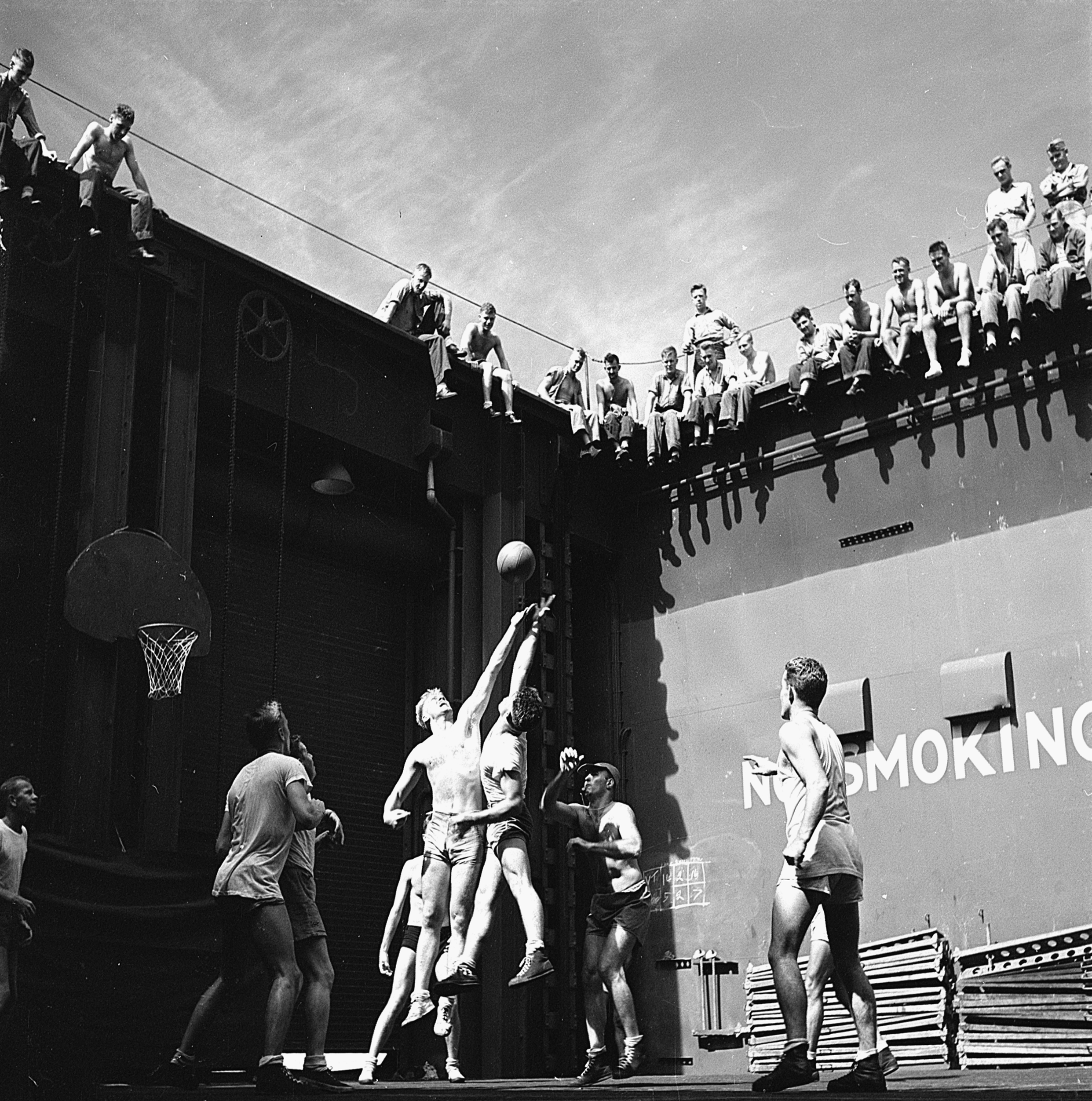
Basketballspiel im vorderen Flugdecksaufzug im Juni 1944. Gerald Ford springt nach dem Ball (links).

Der spätere 38. Präsident der Vereinigten Staaten, Gerald Ford, wurde am 13. April 1942 im Rang eines Ensign in die US Navy Reserve aufgenommen und eine Woche später in den aktiven Dienst überstellt. Von da an arbeitete er an der Navy Preflight School in Chapel Hill, North Carolina, bevor er sich im Mai 1943 für ein Seekommando bewarb. Der nunmehrige Lieutenant (Kapitänleutnant) Ford wurde zur New York Shipbuilding Corporation in Camden, New Jersey, bestellt, wo er in der Vorindienststellungsabordnung der USS Monterey (CVL-26) Verwendung fand. Nach der Indienststellung des leichten Flugzeugträgers Mitte Juni diente er als stellvertretender Navigations-, Sport- und Flugabwehroffizier an Bord dieses Schiffes.
Am frühen Morgen des 18. Dezember 1944 hatte Ford von Mitternacht bis 4 Uhr Wache auf der Kommandobrücke, als die Monterey die ersten Ausläufer des Taifun Cobra zu spüren bekam. Starker Regen und bis zu 21 m hohe Wellen sowie Windspitzen von 60 kn (~111 km/h) waren die in diesen Stunden üblichen Bedingungen, die Ford während seiner bisherigen Dienstzeit noch nie gesehen hatte. Nach seiner Wache begab er sich in seine Kabine und legte sich schlafen, bevor er wenige Stunden später von der Alarmsirene geweckt wurde. Der kommandierende Offizier der Monterey, Captain Stuart Ingersoll, befahl die Besatzung umgehend auf ihre Stationen, worauf sich auch Ford auf den Weg zur Brücke begab. Als er gerade die Leiter zur Brücke hinaufsteigen wollte, wurde das Schiff an Steuerbord von einem 20-m-Brecher getroffen, der den Flugzeugträger um etwa 25° nach Backbord neigte. Ford verlor den Halt, schlitterte über das abschüssige, glitschige Flugdeck und konnte sich gerade noch an der Backbordreeling festhalten, bevor er in die raue See geschleudert worden wäre. Nachdem sich das Schiff wieder zurückrollte, konnte Ford über das Flugdeck auf die Kommandobrücke gelangen. Zu diesem Zeitpunkt hatten sich die im Hangardeck fest verzurrten Flugzeuge von ihren Verankerungen gelöst und schlitterten bei jeder Schiffsbewegung über das Deck. Ein dabei leck geschlagener Treibstofftank eines Flugzeuges entzündete sich und entfachte ein heftiges Feuer, das über die Lüftungsschächte auf die anderen Schiffsebenen überzugreifen drohte.
Aufgrund des Ausmaßes des Feuers befahl der kommandierende Offizier der Task Force, Admiral William Halsey, die Monterey aufzugeben und die Besatzung in Sicherheit zu bringen. Captain Ingersoll war jedoch anderer Meinung, da er glaubte, die Brände löschen zu können, und betraute Lieutenant Ford mit dieser Aufgabe. Die nächsten Stunden führte Ford einen Löschtrupp an, dem es schließlich gelang, die Brände unter Kontrolle zu bringen.
Lieutenant Ford verließ wenige Tage später zu Heiligabend die im Ulithi-Atoll ankernde Monterey und wurde zur Navy Pre-Flight School im St. Mary’s College nach Moraga, Kalifornien, beordert. Nach weiteren Dienstposten endete Fords aktive Marinekarriere am 23. Februar 1946 im Rang eines Lieutenant Commanders. Im Juni 1963 schied er schließlich aus der Reserve aus.

## Kommandierende Offiziere
| Dienstgrad | Name                | Beginn der Berufung | Ende der Berufung |
| ---------- | ------------------- | ------------------- | ----------------- |
| Captain    | Lester T. Hundt     | 14. Juni 1943       | 10. April 1944    |
| Captain    | Stuart H. Ingersoll | 10. April 1944      | 28. Januar 1945   |
| Commander  | Frank B. Miller a)  | 28. Januar 1945     | 20. März 1945     |
| Captain    | John B. Lyons       | 20. März 1945       | 11. Februar 1946  |

a): während der Reparaturen in Bremerton 